# Pangasius
Pangasius – rodzaj słodkowodnych ryb sumokształtnych z rodziny Pangasiidae obejmujący ponad 20 gatunków.

## Zasięg występowania
Występują w południowej i południowo-wschodniej Azji.

## Klasyfikacja
Gatunki zaliczane do tego rodzaju:
- Pangasius bedado
- Pangasius bocourti
- Pangasius conchophilus
- Pangasius djambal
- Pangasius elongatus
- Pangasius humeralis
- Pangasius kinabatanganensis
- Pangasius krempfi
- Pangasius kunyit
- Pangasius larnaudii
- Pangasius lithostoma
- Pangasius macronema
- Pangasius mahakamensis
- Pangasius mekongensis
- Pangasius micronemus
- Pangasius myanmar
- Pangasius nasutus
- Pangasius nieuwenhuisii
- Pangasius pangasius
- Pangasius pleurotaenia
- Pangasius polyuranodon
- Pangasius rheophilus
- Pangasius sabahensis
- Pangasius sanitwongsei
- Pangasius tubbi

Do tego rodzaju klasyfikowano wymarły P. indicus z eocenu, ale jego pozycja taksonomiczna nie jest pewna.
Gatunkiem typowym jest P. buchanani (=P. pangasius).